# Девня (община)
Девня (болг. Община Девня) — община в Болгарии. Входит в состав Варненской области. Население составляет 10 292 человека (на 15 мая 2008 года). Площадь территории общины — 100,98 км²
Кмет (мэр) общины — Атанас Димитров Кузев по результатам выборов в правление общины 2007 года.

## Состав общины
В состав общины входят следующие населённые пункты:
1. город Девня
2. село Кипра
3. село Падина